# Leo Minorydy
Leo Minorydy (LMI) – rój meteorów aktywny od 19 do 27 października. Jego radiant znajduje się w gwiazdozbiorze Małego Lwa. Maksimum roju przypada na 23 października, jego aktywność jest niska, a obfitość wynosi dwa meteory na godzinę. Prędkość meteorów z roju jest wysoka i wynosi 62 km/s.
Leo Minorydy powstały w wyniku rozpadu komety C/1739 K1 (Zanotti).